# بخش جوکار
بخش جوکار یکی از بخش‌های تابعه شهرستان ملایر در استان همدان در غرب ایران است.

## زبان
مردم بخش جوکار به بیشتر زبان لری گویش ثلاثی سخن می‌گویند و گروه کوچکتری که در روستاهای شمالی بخش سکونت دارند به زبان ترکی سخن می‌گویند.

## تقسیمات کشوری
- بخش جوکار
- دهستان المهدی
- دهستان ترک غربی
- دهستان جوکار

نقاط شهری: ازندریان، جوکار، علی‌آباد دمق
روستاهای بخش جوکار عبارت اند از: پیرمیشان، مبارک‌آباد، کمری، دهنو علی‌آباد، زمان آباد محمدآباد، ینگی کند، حسین‌آباد شاملو، قشلاق دهنو، عشاق، الفاوت، قوزان، زمان آباد، کندهلان، چشمه پهن، سنگ سفید ننج، منگاوی، کسب، چشمه پهن ننج، شادکندی، زیرابیه، بابارود، کوسج خلیل، خدری، طاسبندی، ده شاکر، حسن‌آباد قوشبلاق، علیجوق، گلشیر (افسریه)، گوجک، آشاق قلعه، ننج، بوربور، کریم آباد، نهنجه، زاغه طاسبندی، مکربی، قدیمی، محرا، دائیلر، نصرت آباد، بیش اغاج

## جمعیت
بنابر سرشماری مرکز آمار ایران، جمعیت بخش جوکار شهرستان ملایر در سال ۱۳۹۵ برابر با ۳۷٬۰۴۶ نفر بوده است.